# La Robella
La Robella est une petite station de sports d'hiver et un parc de loisirs dans le centre du massif du Jura suisse. La Robella se situe contre le flanc nord du Chasseron, sur les hauts du village de Buttes dans le Val-de-Travers, vallée du Jura neuchâtelois.

## Domaine skiable
La station se développe depuis 1970, date de son ouverture. Elle s'est dotée, en 2004, d'une luge "Féeline", luge d'été de 1200 mètres de long dans les pâturages sur le bas des pistes. Le domaine skiable s'étend de 770 m à 1440 m d'altitude. Il offre actuellement le 2e plus grand dénivelé skiable du massif du Jura (660 m). Le domaine skiable principal, desservi par quatre téléskis, est relié depuis la station par un télésiège 2 places de conception archaique - l'un des seuls du Jura suisse avec celui de la Dôle. Depuis l'arrivée du télésiège à 1222 m, une piste étroite de 5 km de difficulté bleue - en été une route forestière - permet de relier la station quand son niveau d'enneigement le permet. Il s'agit d'une des pistes les plus basses en altitude du Jura suisse. Le haut du domaine est composé de pistes bleues - desquelles une vue sur le mont Chasseron est permise - et de pistes plus pentues réservées aux skieurs confirmés. La piste noire 12, bien que figurant sur le plan des pistes officiel pour le retour en station, n'est plus praticable ni ouverte en 2012.
La Robella ne dispose pas d'enneigeurs. Elle est donc, du fait de son altitude très basse, fortement tributaire des précipitations naturelles.